# Lochkov
Lochkov est une aire cadastrale et un district dans le sud-ouest de la capitale tchèque, Prague. Le quartier compte 631 habitants en 2011. C'était initialement un village, rattaché à Prague et intégré dans le périmètre urbain de Prague 5 en 1974. Par la suite, le 24 novembre 1990, un district a également été créé sous le nom de Prague-Lochkov (Praha-Lochkov). Le quartier est bordé par Slivenec au nord, Velká Chuchle à l'est et Radotín au sud-ouest.
Lochkov est réputé pour les nombreux fossiles que l'on trouve dans le calcaire de son territoire, et a donné son nom à un âge géologique, le Lochkovien. Le blason de Lochkov porte trois céphalopodes fossiles.